# Alpian Allen
Alpian R. Allen (geb. vor 1989) ist ein ehemaliger Politiker aus St. Vincent und die Grenadinen.
Er vertrat von 1989 bis 2001 den Wahlkreis North Leeward im House of Assembly. Er ist Mitglied der New Democratic Party.
In dieser Zeit bekleidete er mehrere Ministerämter. Von Juni 1989 bis Januar 1994 war er Minister für Gesundheit und Umwelt, von März 1994 bis Juni 1996 Minister für Auswärtiges und Tourismus, von Dezember 1996 bis Dezember 1997 Minister für Auswärtiges, Tourismus und Information, von Februar 1998 bis Januar 2001 Minister für Bildung, Kultur und Frauenangelegenheiten.